# Jakub Bartkowski
Jakub Bartkowski (ur. 7 listopada 1991 w Łodzi) – polski piłkarz, występujący na pozycji prawego lub lewego obrońcy w Victorii Września.

## Życiorys

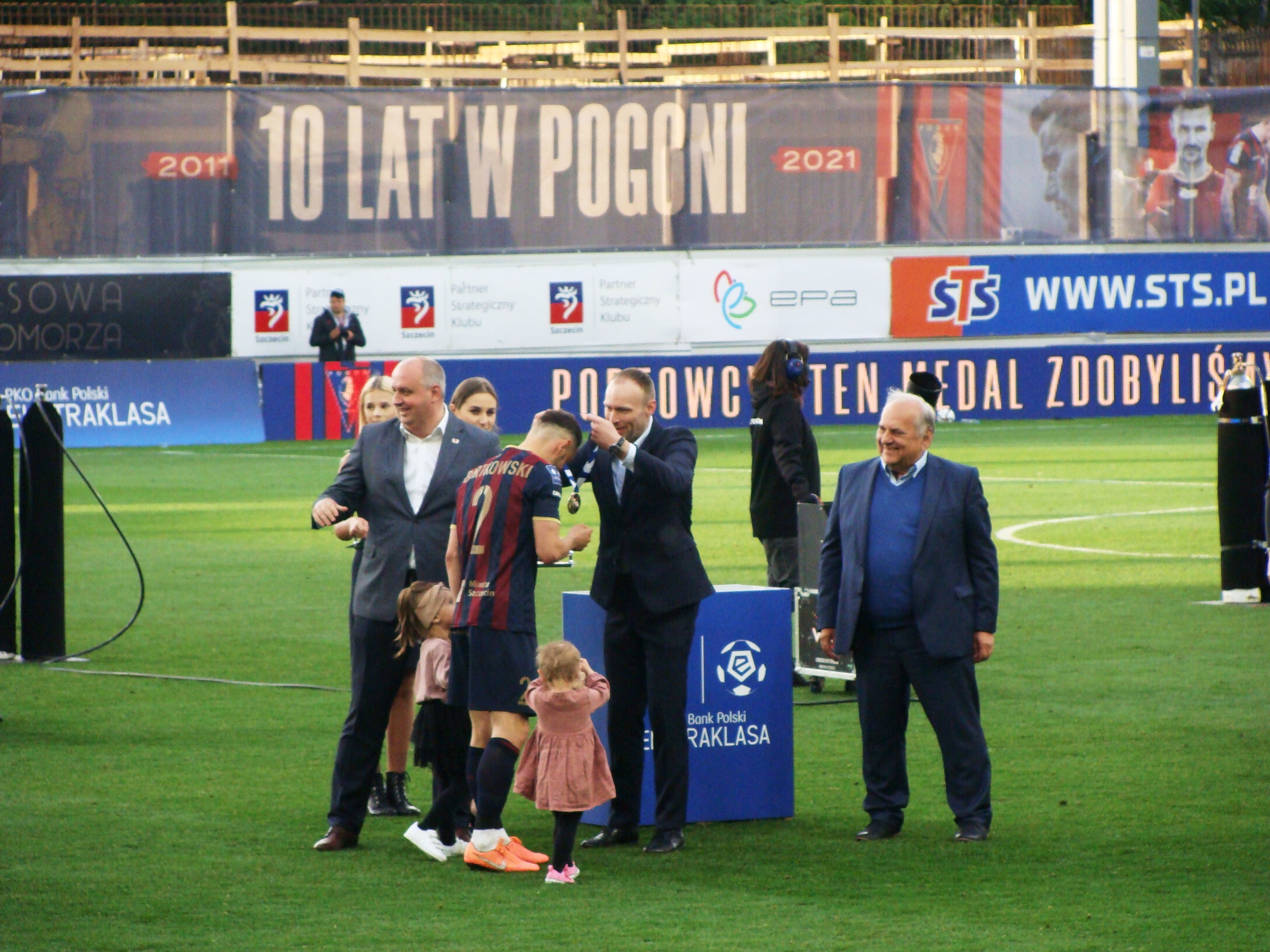
Jakub Bartkowski odbiera medal za zdobycie III miejsca w Ekstraklasie w sezonie 2020/2021

Zawodnik rozpoczął swoją przygodę z piłką w wieku 7 lat w Żakowicach. Za sprawą rodziców tamtejszych młodych chłopców (w tym ojca Kuby) w gminie zorganizowano treningi piłkarskie, a już dwa lata później adepci futbolu rozpoczęli grę w oficjalnych rozgrywkach pod szyldem LKS Różyca. Wraz z rozpoczęciem nauki w koluszkowskim gimnazjum Kuba rozpoczął treningi z młodzieżowym zespołem Widzewa. Szybko wywalczył sobie miejsce w pierwszym składzie, aż w końcu udało mu się przebić do kadry pierwszego zespołu.
Bartkowski zaliczył swój debiut w pierwszej drużynie Widzewa w meczu Ekstraklasy ze Śląskiem Wrocław. Nominalnie prawy obrońca często przestawiany był na lewą stronę defensywy.
Kontrakt Bartkowskiego z Widzewem wygasł 31 grudnia 2013, a sam zawodnik nie przyjął warunków nowej umowy, stając się tym samym wolnym zawodnikiem. W kwietniu 2014 roku podpisał kontrakt z drugoligowym klubem Wigry Suwałki.
1 lutego 2017 podpisał półtoraroczny kontrakt z opcją przedłużenia o następny rok z drużyną Wisły Kraków.
11 stycznia 2019 dołączył do Pogoni Szczecin. W sezonie 2020/2021 zajął z tą drużyną III miejsce w Ekstraklasie, zdobywając tym samym swój pierwszy medal w karierze. W kwietniu 2021 przedłużył swój kontrakt z Pogonią o kolejne dwa lata. 2 stycznia 2023 został piłkarzem Lechii Gdańsk, podpisując kontrakt do czerwca 2025.

## Kariera klubowa
Stan na 9 stycznia 2022 r.

### Młoda Ekstraklasa
| Klub        | Sezon   | Liga              | Suma  | Suma   |
| Klub        | Sezon   | Liga              | Mecze | Bramki |
| ----------- | ------- | ----------------- | ----- | ------ |
| Widzew Łódź | 2010/11 | Młoda Ekstraklasa | 29    | 1      |
| Widzew Łódź | 2011/12 | Młoda Ekstraklasa | 8     | 0      |
| Widzew Łódź | 2012/13 | Młoda Ekstraklasa | 4     | 0      |
| Ogółem      | Ogółem  | Ogółem            | 41    | 1      |

### Seniorska
| Klub              | Sezon             | Liga              | Liga  | Liga   | Puchar Polski | Puchar Polski | Europa | Europa | Suma  | Suma   |
| Klub              | Sezon             | Liga              | Mecze | Bramki | Mecze         | Bramki        | Mecze  | Bramki | Mecze | Bramki |
| ----------------- | ----------------- | ----------------- | ----- | ------ | ------------- | ------------- | ------ | ------ | ----- | ------ |
| Widzew Łódź       | 2011/12           | Ekstraklasa       | 22    | 0      | 2             | 0             | –      | –      | 24    | 0      |
| Widzew Łódź       | 2012/13           | Ekstraklasa       | 19    | 0      | 1             | 0             | –      | –      | 20    | 0      |
| Widzew Łódź       | 2013/14           | Ekstraklasa       | 13    | 0      | 2             | 0             | –      | –      | 15    | 0      |
| Widzew Łódź       | Ogółem w Widzewie | Ogółem w Widzewie | 54    | 0      | 5             | 0             | 0      | 0      | 59    | 0      |
| Wigry Suwałki     | 2013/14           | II Liga           | 12    | 0      | –             | –             | –      | –      | 12    | 0      |
| Wigry Suwałki     | 2014/15           | I Liga            | 31    | 0      | 3             | 0             | –      | –      | 34    | 0      |
| Wigry Suwałki     | 2015/16           | I Liga            | 31    | 1      | 2             | 0             | –      | –      | 33    | 1      |
| Wigry Suwałki     | 2016/17           | I Liga            | 17    | 2      | 4             | 0             | –      | –      | 21    | 2      |
| Wigry Suwałki     | Ogółem w Wigrach  | Ogółem w Wigrach  | 91    | 3      | 9             | 0             | 0      | 0      | 100   | 3      |
| Wisła Kraków      | 2016/17           | Ekstraklasa       | 2     | 0      | –             | –             | –      | –      | 2     | 0      |
| Wisła Kraków      | 2017/18           | Ekstraklasa       | 17    | 2      | –             | –             | –      | –      | 17    | 2      |
| Wisła Kraków      | 2018/19           | Ekstraklasa       | 18    | 1      | 1             | 0             | –      | –      | 19    | 1      |
| Wisła Kraków      | Ogółem w Wiśle    | Ogółem w Wiśle    | 37    | 3      | 1             | 0             | 0      | 0      | 38    | 3      |
| Pogoń Szczecin    | 2018/19           | Ekstraklasa       | 13    | 0      | –             | –             | –      | –      | 13    | 0      |
| Pogoń Szczecin    | 2019/20           | Ekstraklasa       | 25    | 0      | 2             | 0             | –      | –      | 27    | 0      |
| Pogoń Szczecin    | 2020/21           | Ekstraklasa       | 21    | 1      | 1             | 0             | –      | –      | 22    | 1      |
| Pogoń Szczecin    | 2021/22           | Ekstraklasa       | 13    | 1      | 1             | 1             | 2      | 0      | 16    | 2      |
| Pogoń Szczecin    | Ogółem w Pogoni   | Ogółem w Pogoni   | 72    | 2      | 4             | 1             | 2      | 0      | 78    | 3      |
| Ogółem w karierze | Ogółem w karierze | Ogółem w karierze | 254   | 8      | 19            | 1             | 2      | 0      | 275   | 9      |

## Kariera reprezentacyjna
| Lp. | Data              | Reprezentacja | Miejsce             | Przeciwnik  | Rezultat | Gole | Rozgrywki                | Źródło |
| --- | ----------------- | ------------- | ------------------- | ----------- | -------- | ---- | ------------------------ | ------ |
| 1.  | 12 listopada 2011 | U–20          | Brzeg Dolny, Polska | Niemcy U-20 | 1:0      | –    | Turniej Czterech Narodów | [ 13 ] |
| 2.  | 15 sierpnia 2012  | U–23          | Kozani, Grecja      | Grecja U-23 | 0:2      | –    | mecz towarzyski          | [ 14 ] |

Bartkowski był także powołany na mecz kadry U–20 prowadzonej przez Władysława Żmudę ze Szwajcarią w ramach Turnieju Czterech Narodów, jednak nie wystąpił w tym spotkaniu. Obrońca dostał też kilka powołań od Stefana Majewskiego do kadry U–21 na mecze eliminacji Młodzieżowych Mistrzostw Europy 2013, ale ostatecznie nie wystąpił.